# لوبيز (بولندا)
لوبيز(بالألمانية: Labes,(‎ˈwɔbɛs‏, )) هي مدينة في بولندا في محافظة واست بوميرانيا وهي عاصمة مقاطعة لوبيز، بلغ عدد سكانها 10440 في 2014  وتطل على نهر الريغـا.

## الاسم
الإسـم (لوبيز - Łobez) أصله من الكلمة łobuzie وهي من اللغة البولندية القديمة وتعني شجيرات.

## التاريخ
ذكرت لوبيز لأول مرة في الوثائق سنة 1271 تبعا لما قيل بأن فارسا يدعى بوركو كان مالكا لها، في 1295 تحصلت لوبيز على حق أن تكون مدينة، قبل 1945 كان المساحة جزءا من ألمانيا (مقاطعة بوميرانيا) وبعد الحرب العالمية الثانية تم طرد السكان الألمانيين واستبدالهم بالبولنديين.

## السكان

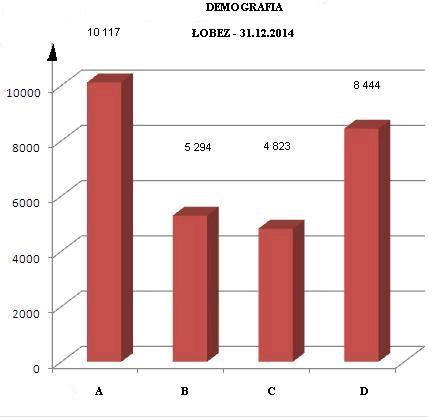
ديموغرافيا مدينة لوبيز (2014)

## المناخ
| الشهر                     | 1  | 2  | 3  | 4  | 5  | 6  | 7  | 8  | 9  | 10 | 11 | 12 | سنة |
| ------------------------- | -- | -- | -- | -- | -- | -- | -- | -- | -- | -- | -- | -- | --- |
| الحرارة القصوى درجة مئوية | 0  | 2  | 7  | 14 | 18 | 22 | 24 | 23 | 19 | 13 | 7  | 2  | 8   |
| الحرارة الدنيا درجة مئوية | -6 | -5 | -1 | 3  | 8  | 11 | 13 | 12 | 9  | 5  | 1  | -3 |     |
| الأمطار مم                | 28 | 24 | 27 | 35 | 53 | 63 | 76 | 64 | 46 | 37 | 38 | 36 | 526 |